# Marianne Ehrenström
Mariana (Marianne) Maximiliana Christiana Carolina Lovisa Ehrenström, född Pollet(t) 9 december 1773 i Zweibrücken, död 4 januari 1867 i Stockholm, var en svensk hovdam och kulturpersonlighet. Hon var hovfröken hos änkedrottning Sofia Magdalena mellan 1792 och 1803 samt vän till Carl Gustaf af Leopold.

## Biografi
Marianne Ehrenström var dotter till generallöjtnanten Johan Frans Pollett och Johanna Helena von Pachelbel (1750-97); modern nämns som pastell- och gouachemålare. Hon blev hovfröken hos Sofia Magdalena vid 17 års ålder, där hon blev känd för sin kulturella begåvning. I sång hade hon fått undervisning av sångaren Kristofer Kristian Karsten och i pianospel av tonsättaren Georg Joseph Vogler. Hon uppmärksammades vidare för sina miniatyrer och landskapsmålningar, som beundrades av Carl August Ehrensvärd; hon hade också undervisats av aktören Jacques Marie Boutet de Monvel. 
Hon deltog som musiker och sångare vid offentliga välgörenhetskonserter, bland annat 1799, då hon vid ett tillfälle uppträdde i duett med Adelsvärd i Riddarhuspalatset framför kungafamiljen och sedan sjöng duett mot Christina Fredenheim med Kristofer Kristian Karsten och Margareta Alströmer.  
Hon valdes in som ledamot i Konstakademien 1800 och som hedersledamot i Musikaliska akademien 1814. Hon drev en flickskola 1815–1831, gifte sig 1803 med överste Nils Fredrik Ehrenström (död 1816). Deras bröllop arrangerades av änkedrottningen Sofia Magdalena som också förde Marianne till altaret. 1826 publicerade hon en bok om författare, teater, musik, målning och skulptur.      
Marianne Ehrenström ska enligt Johan von Engeström ha bidragit till det beslut genom vilket Gustav IV Adolf år 1800 ersatte drottningens samtliga hovfröknar med statsfruar, sedan ett antal incidenter som kungen ansåg osedliga ha inträffat, bland annat "att verkställigheten blifvit påskyndad igenom en aventure, att hoffröken Pollet kommit på Vauxhallen tunnt och nog transparent klädd med linon och rödt taft under, hvilket ådragit henne avanies af menigheten".
Hon är mest känd för sina synnerligen omfattande memoarer enligt tidens sed skrivna på franska. Den skrymmande handskriften vårdas av Svenska Akademien.
Henrik Schück har översatt och utgivit ett urval under titeln Den sista gustavianska hofdamen (1919). Ehrenström finns representerad vid bland annat Nationalmuseum i Stockholm.